# Elephantomyia multizona
Elephantomyia multizona är en tvåvingeart som beskrevs av Alexander 1971. Elephantomyia multizona ingår i släktet Elephantomyia och familjen småharkrankar.
Artens utbredningsområde är Panama. Inga underarter finns listade i Catalogue of Life.